# Deir 'Ammar
Deir 'Ammar (àrab: دير عمار, Dayr ʿAmmār) és una antiga vila palestina en la governació de Ramal·lah i al-Bireh al centre de Cisjordània, situat 17 kilòmetres al nord-oest de Ramal·lah. Segons l'Oficina Central d'Estadístiques de Palestina (PCBS), el campament tenia 2.414 habitants en 2006. Des de 1997 forma part del nou municipi d'Al-Ittihad.